# Helles

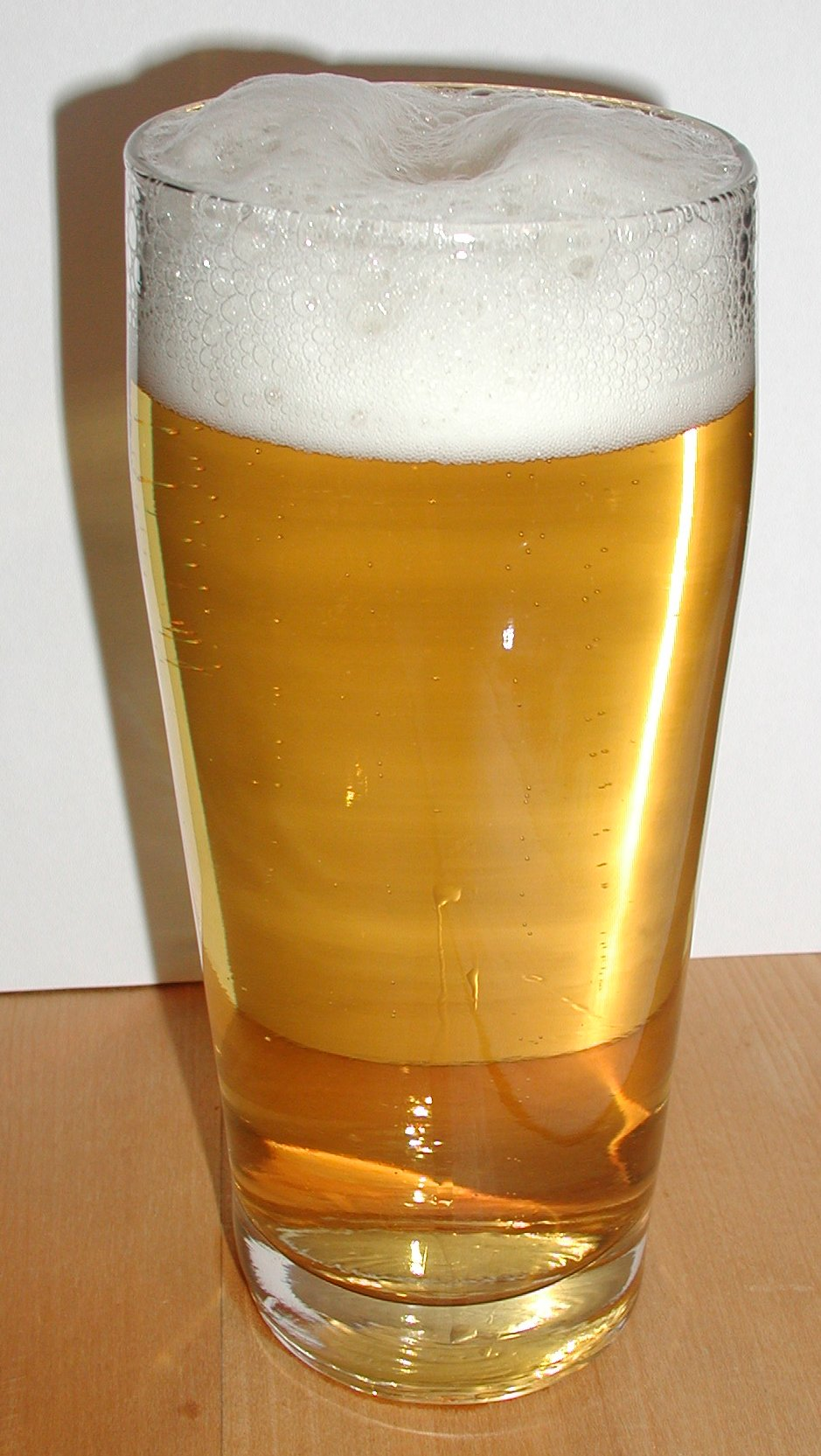
Helles im Glas

Helles, auch Helles Lager, Münchner Helles, Bayrisch Hell oder Hellbier ist eine untergärige, hellgelbe und schwach gehopfte Biersorte.

## Charakteristik
Die Farbe des Hellen kann je nach Hersteller von 5 bis 12 EBC variieren. Die Farbe ergibt sich durch niedrige Darrtemperaturen der verwendeten Braumalze. Verwendet werden ausschließlich Malze aus Braugerste, zumeist Pilsner Malz, es können jedoch zusätzlich geringe Beimengungen weiterer Malze zum Einsatz kommen. Vom ähnlichen Pilsner Bier unterscheidet es sich durch eine schwächere Hopfung, wodurch es nur eine geringe Bittere von 16 bis 22 IBU aufweist. Die Stammwürze beträgt zumeist 11,3 bis 12,8 °P bei einem Alkoholgehalt von 4,7 bis 5,4 Volumenprozent. Dadurch ist es von der Biersorte Export nicht klar abgrenzbar. Viele Brauereien im Süden des deutschsprachigen Raumes brauen neben einem Hellen noch ein etwas stärker eingebrautes helles Bier, das dann oft „Export“, „Spezial“, „Märzen“ oder „Festbier“ genannt wird. Die Bezeichnung „Helles“ weist somit auf einen vergleichsweise geringeren Alkoholgehalt hin. Vor der Abfüllung wird es gefiltert, weshalb das Helle ein sogenanntes „blankes Bier“ ist. Wird es nicht gefiltert und kommt trüb zur Abfüllung, wird es auch Keller- oder Zwickelbier genannt.
Helles mit einem Alkoholgehalt von etwa 5 % hat einen Brennwert von ca. 167 – 175 kJ/100 g (40 – 42 kcal/100 g), die empfohlene Trinktemperatur liegt bei 7 bis 9 °C.

## Geschichte
In Bayern wurde untergäriges Gerstenbier im 19. Jahrhundert zum dominierenden Biertyp. Die Farbe dieser Biere war jedoch sehr unterschiedlich. Die Zeitschrift Wöchentlicher Anzeiger für Biertrinker veröffentlichte im Juli 1829 das Ergebnis einer Untersuchung, wonach von den 51 damaligen Münchener Brauereien 28 Biere als weingelb, 22 Biere als hellbraun und ein Bier als dunkelbraun eingestuft wurden. In den 1850er und 1860er Jahren kamen in München dann jedoch immer häufiger dunklere Biere zum Ausstoß, so dass bald dunkelbraunes Bier als typisch Münchnerische Brauart galt. Dieses Bier entspricht dem heutigen Münchner Dunkel.
Um sich gegen die in Norddeutschland auf dem Vormarsch befindlichen Pilsener Brauereien behaupten zu können, braute die Münchener Brauerei Spatenbräu 1894 ein helles Bier für den norddeutschen Markt. Als Spatenbräu dieses Bier am 20. Juni 1895 auf dem Münchener Biermarkt einführte, löste dies einen großen Wirbel aus. Obwohl es auch in den Jahren zuvor immer wieder helle Biere in München zu kaufen gab, gilt dieser Tag als der Geburtstag des Hellen. Auch wenn das Helle anfangs sehr umstritten war, zogen die anderen Münchener Brauereien innerhalb weniger Jahre nach und brauten Helles. Allerdings blieb in München noch bis in die 1940er Jahre das Dunkle das meistgetrunkene Bier. Grund dafür könnte gewesen sein, dass der Preis von Dunklem aufgrund einer staatlichen Preisfestsetzung zwei Pfennige unter dem des Hellen lag.
Nach dem Zweiten Weltkrieg setzte sich das Helle allmählich als die beliebteste Biersorte in München und in weiten Teilen des deutschsprachigen Raumes durch.
Im Jahr 2021 verzeichneten Marktforscher bei Hellem ein Plus von knapp 14 Prozent im Handel; damit hatte es den größten Zugewinn unter den Biersorten.